# Fanny Gordon
Fanny Gordon, właściwie Fajga Jofe Gordon (ur. 23 grudnia 1914 w Jałcie, zm. 9 lipca 1991 w Petersburgu) – polsko-rosyjska kompozytorka, tłumaczka, autorka tekstów. Kompozytorka operetki Yacht miłości w 1933 roku i wielu szlagierów, m.in. piosenki Bal u starego Joska (Bal na Gnojnej) i Pod samowarem siedzi moja Masza (У самовара я и моя Маша). Istnieje przypuszczenie, że urodziła się w 1904.

## Życiorys
Po rewolucji październikowej emigrowała wraz z rodziną do Polski. Pod koniec lat dwudziestych mieszkała wraz z rodziną w Warszawie. Jej ojczymem był Kwiatkowski, matka nazywała się Anna Isaakowna Kwiatkowska (Квятковская Анна Исааковна) (1896 – 1960). Na początku lat trzydziestych wyjechała do Stanów Zjednoczonych gdzie uczyła w Chicago Conservatory of Music. Zarówno ojczym jak i mąż zginęli ok. 1939 roku. Od 1930 roku należała do Związku Aktorów i Kompozytorów Scenicznych. Przypuszczalnie około 1944 lub na początku 1945 wyjechała do Związku Radzieckiego, gdzie mieszkała do końca życia. Jest pochowana jako Feofania Markowna Kwiatkowska (Феофания Марковна Квятковская) na cmentarzu żydowskim w Petersburgu. W 1937 roku czasopismo La Femme Polonaise w numerze 2-3 (marzec-kwiecień-maj) publikowało artykuł Zofii Bergerowej o kompozytorach i muzykach polskich (w sumie 11) z biogramem Fanny Gordon.

## Kompozycje
Była i jest uważana za jedną z najciekawszych kompozytorek polskich muzyki popularnej. W grudniu 1932 roku Trubadur Warszawy zamieścił jej duże zdjęcie z podpisem i komentarzem: Utalentowana i ceniona kompozytorka polska, znana ze swoich popularnych przebojów rewjowych jak „Skrwawione serce”, „Pod samowarem” i wiele innych. Lerski w 2004 roku ocenia, że była: Z całą pewnością jedną z najciekawszych postaci przedwojennej Warszawy, o bogatym życiorysie artystycznym; jej pozycja w środowisku twórców muzyki lekkiej miała charakter wyjątkowy. W 1935 roku w Ziemiańskiej Artystów w gmachu I.P.S. na Królewskiej 13 dawano wieczór kompozytorski Fanny Gordon ze współudziałem kompozytorki na fortepianie.

### Szlagiery
Fanny Gordon w 1931 roku skomponowała foxtrot rosyjski pt. Pod samowarem, do którego słowa napisał Andrzej Włast. Piosenka była wykonywana w rewii „Podróż na księżyc” w teatrze „Morskie Oko” w kwietniu 1931 roku. W wydaniu nutowym z 1931 roku napisano, że aranżację wykonał Henryk Wars. Piosenka została nagrana przez wytwórnię Odeon (Duet Dana) oraz Syrena-electro (trzy nagrania: Tadeusz Faliszewski, Jerzy Welin i Rosyjska Kapela "Wołga"). W 1933 roku skomponowała walca Bal u starego Joska (znany też jako Bal na Gnojnej). Napisała też rewię Podróż na księżyc, oraz wiele innych piosenek, m.in. Skrwawione serce, Nietoperze. W 1950 skomponowała operetkę Dziewczyna z Szanghaju z własnym librettem; napisała też operetki Martin Eden, Wojna i miłość, Pod niebem Alabamy.

### Yacht miłości
Skomponowała komedię muzyczną (operetkę) Yacht miłości, której premiera odbyła się 21 października 1933 roku w teatrze 8:30 w Warszawie na ulicy Mokotowskiej 73 z okazji jubileuszu 30 lecia pracy artysty operetkowego Juliana Maszyńskiego-Krzewińskiego. Głos Poranny w listopadzie 1933 roku donosił Muzyka wspaniała, melodie prześliczne. Piosenki były nagrane na płyty gramofonowe i wydano nuty. W premierze uczestniczyli m.in. Helena Makowska, Ola Obarska, Marian Wawrzkiewicz, Julian Krzewiński, dyrygowała Fanny Gordon. Z tej komedii muzycznej pochodzą takie utwory jak: "New York baby", "Betty", czy "Indje". Później (pierwszy raz 22 listopada 1933) główną rolę grała Elna Gistedt. 9 listopada 1934 roku w teatrze rewiowym „Scala” w Antwerpii wystawiano „Yacht Miłości” w języku flamandzkim a w późniejszym terminie operetkę miał wystawiać teatr „Alhambra” w Brukseli w języku francuskim. O Fanny Gordon pisano z okazji Yachtu Miłości, że miała łatwość wynajdowania melodii, które sypały się z niej jak z rękawa. W jednym z wywiadów w 1935 roku mówiła: Ja daję melodie a inni niech się troszczą o resztę[..] niech harmonizują i orkiestrują, niech razem ze mną dzielą się zyskiem, niech figurują na afiszach, niech zbierają pochwały. Jej kompozycje aranżowali m.in. Zygmunt Białostocki i Władysław Eiger.

## Piosenki (wybrane)
- Abduł-Bej (sł. Ludwik Szmaragd) Piosenka śpiewana w kabarecie „Marzec, koty i zaloty”, przez T. Faliszewskiego i T. Pilarskiego w marcu 1933 roku w teatrze rewii na Pradze „Bomba” (ul. Zamojskiego 20)
- Bal u starego Joska (Bal na Gnojnej) (słowa Julian Krzewiński/Leopold Brodziński) – 1933
- Betty (J. Krzewiński/L. Brodziński) – 1933
- Caballeros z Grenady (J. Brzechwa) – 1930
- Dla mej kochanki (A.j Włast) – 1932
- I tak mi ciebie żal  (W. Jastrzębiec) - 1932
- Egzotyczna pieśń (J. Krzewiński/L. Brodziński) – 1933
- New York Baby (J. Krzewiński/L. Brodziński) – 1933
- Nietoperze (J. Brzechwa) – 1931
- Ostatnia noc (L. Szmaragd) – 1933
- Pod samowarem (A. Włast) – 1931
- Siemieczki (A. Włast) – 1935
- Skrwawione serce (Walery Jastrzębiec-Rudnicki) – 1932
- Złudzenie (A. Włast) – 1936